# Islambek Albijev
Islambek Albijev (tjetjenska: Ислам-Бека Саид-Цилимович Альбиев: Islam-Beka Said-Tsilimovitj Albijev), född den 28 december 1988 i Groznyj i Tjetjeno-Ingusjiska ASSR (nu i  Tjetjenien), är en rysk brottare som tog OS-guld i fjäderviktsbrottning i den grekisk-romerska klassen 2008 i Peking.